# NGC 4721
NGC 4721 é uma galáxia lenticular (S0) localizada na direcção da constelação de Coma Berenices. Possui uma declinação de +27° 19' 29" e uma ascensão recta de 12 horas, 50 minutos e 19,8 segundos.
A galáxia NGC 4721 foi descoberta em 24 de Abril de 1865 por Heinrich Louis d'Arrest.